# Болгаро-сербские войны (Средневековье)
Болгаро-сербские войны (болг. Българо-сръбски войни; серб. Бугарско-српски ратови) — ряд вооружённых конфликтов между Первым, а позже и Вторым болгарскими царствами с одной стороны и государствами, расположенными на территории современной Сербии: Рашкой, Дуклей и королевством Сербия, с другой стороны, происходившие в IX—XIV веках.
До XII века сербские государства являлись вассалами и находились под большим влиянием крупных государств, расположенных на Балканском полуострове, в частности Болгарского царства и Византийской империи. Правители обоих государств различными способами привлекали сербов к участию в Византийско-болгарских войнах. Первая война между болгарами и сербами, спровоцированная византийцами, произошла к период правления хана Пресиана в 839—842 годах. В 924 году После нескольких походов в Сербию царь Симеон I окончательно захватил её. В период правления царя Петра I в 931 году Сербии официально была предоставлена независимость, её правителем стал ставленник царя Часлав Клонимирович. Второй раз Сербия была захвачена царём Самуилом в 998 году.
В XIII веке при поддержке венгров—вассалов Стефана Драгутина и его брата Стефана Милутина власть губернаторов Белграда, Браничево Дормана и Куделина была свержена. В 1327 году царь Болгарии заключил с византийским императором союз, целью которого являлось не допустить усиления Сербии, однако в 1330 году царь Болгарии Михаил III Шишман был убит Стефаном Дечанским в битве при Велбужде.

## Походы IX века
Согласно византийским источникам болгары не воевали с сербами до IX века. В 818 году славянские племена, проживающие на берегах реки Тимок, восстали против болгар, установивших к этому времени сильную власть на западном берегу реки. В 827 году хан Омуртаг вторгся на спорную территорию, дошёл до Паннонии, на захваченных территориях он сместил старейшин-славян, поставив на их место старейшин-болгар. Сербские племена объединились под началом Властимира и начали вооружённую борьбу против болгар. Сюзерен сербов византийский император Феофил оказал им поддержку и пообещал предоставить независимость сразу же после победы над болгарами.

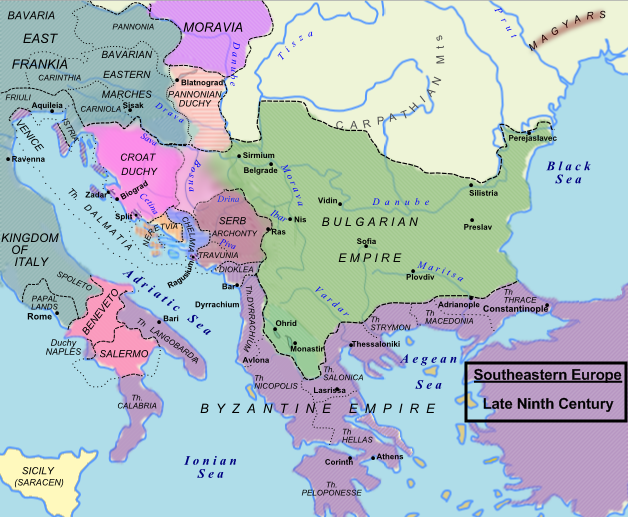
Балканы в IX веке.

Согласно Константину Багрянородному болгары планировали завоевать страну окончательно, принуждая различными способами сербов подчиниться. В 839 году Болгарский хан Пресиан (правил в 836—852 гг.) вторгся в Сербию. В 842 году Пресиан был полностью разбит, армия практически уничтожена, он вернулся ни с чем. Византийцы сдержали своё обещание, однако после ухода болгар византийцы подавили восстания славян на Пелопоннесе. Война закончилась смертью Феофила в 842 году, снятием с Властимира всяческих обязательств императору, что явилось удобным случаем для вторжения болгар в пределы Византийской империи и аннексии в 842—843 годах Охрида, Битолы и Девола.

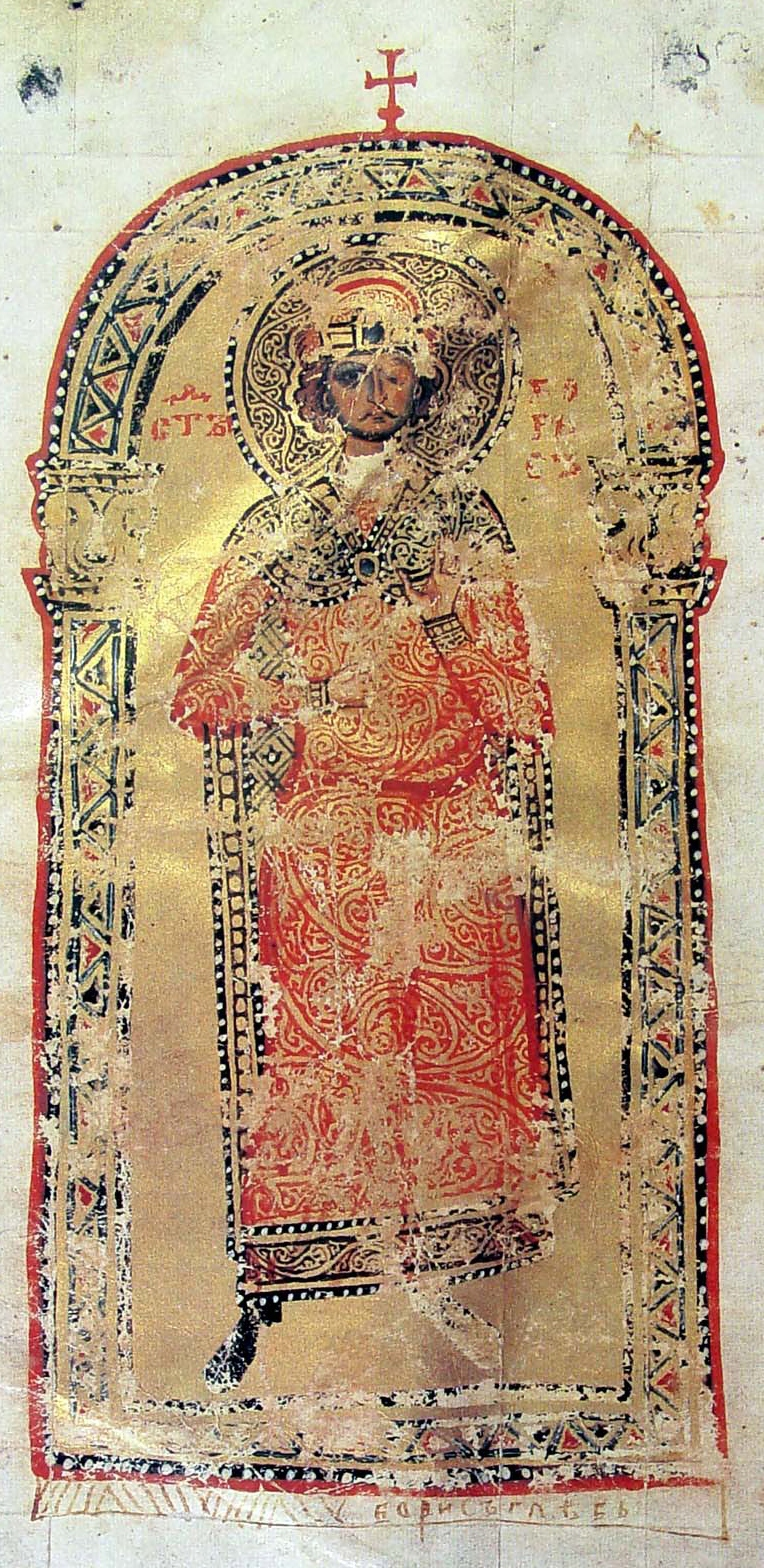
Князь Болгарии Борис I.

Около 850 года умер Властимир, его государство было поделено его сыновьями — Мутимиром, Строимиром и Гойником. В 853 или 854 году в Сербию с целью усиления влияния на неё Византии по указу нового царя Болгарии Бориса под командованием его сына Владимира была отправлена армия. Сербские войска, находящиеся под командованием Мутимира и его братьев, разбили болгар, в плен попало 12 бояр и Владимир, однако через некоторое время все они были выкуплены. Борис I заключил с Мутимиром мирный договор (также, возможно, и союз). После заключения мира Мутимир отправил пленных, конвоируемых его сыновьями Первославом и Стефаном, к границе, где они были обменены. Борис пожаловал сербам «богатые подарки», в обмен на что получил «двух славян, двух соколов, двух собак и 80 мехов».
Мутимир, вскоре захвативший власть и предавший болгарскому суду своих братьев, правил до смерти около 890 года. Между членами правящего рода началась борьба за власть, кончившаяся приходом к власти племянника Мутимира Петара, который получил признание царя Болгарии Симеона I. За этим последовало заключение мира и союза между Сербией и Болгарией сроком на 12 лет (897—917).

## Походы Симеона I
В первой половине X века оба государства не воевали, и сербы на болгарской основе развивали свою культуру. В 917 году византийцы принудили Петара Гойниковича путём подкупа разорвать союз с Симеоном I. После разгрома византийских войск 20 августа того же года в Битве при Ахелое болгарский царь приостановил поход на Константинополь и призвал к обороне западных границ. Осенью 917 года по приказу царя болгарские войска под командованием Феодора Сигрицы вторглись в Сербию, по отношению к правителю которой Гойниковичу была предусмотрена кара за предательство. По настоянию болгар в месторасположение их штаба прибыл Петар Гойникович, которого они сразу связали и отправили в тюрьму в Велики-Преслав, где он и умер. Правителем страны был назначен проболгарски настроенный Павле Бранович, чьим покровителем являлся Симеон I.

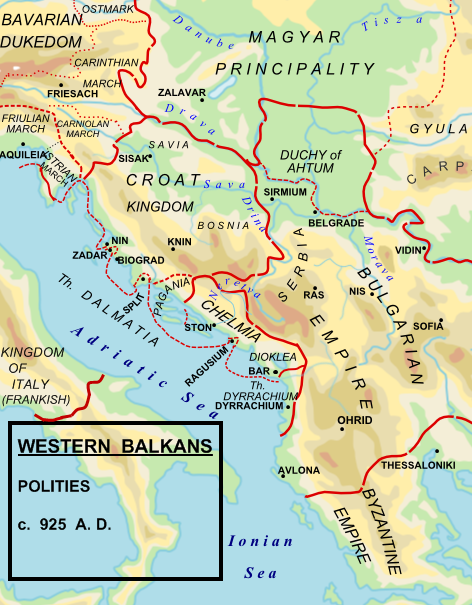
Балканы в начале X века.

В 921 году болгары захватили практически все земли Балканского полуострова, принадлежащие Византии, которая, в свою очередь, попыталась склонить Сербию к изгнанию болгар. Роман I Лакапин отправил в Сербию, являвшуюся марионеточным государством Болгарии, армию под командованием Захария Первославлевича, который был разбит и сослан в Болгарию и которого болгары планировали использовать только в случае поднятия мятежа Павле. Однако византийцы привлекли Павле на свою сторону путём подкупа, и, когда болгары подступили к Адрианополю и осадили его, сербы подняли антиболгарское восстание. Симеон I с легкостью разбил византийцев и отправил в Сербию армию под командованием Захария. Павле был разбит, к власти пришёл Захарий. Златарский относит этот поход к 922 году, в то время как Файн — к 921—923 годам.
Византийские историки пишут, что «Захария тотчас вспомнил о благодеяниях василевса ромеев: он стал врагом булгар, не желая вообще подчиняться им, но склонный скорее быть под властью василевса ромеев». После того, как Захарий перебрался в Константинополь и заключил с византийцами союз, им открылась возможность подчинить себе Сербию. В 924 году Симеон I, разгневанный предательством, отправил в Сербию войска под командованием Феодора Сигрицы и Мармаиса, но численность болгарской армии была намного меньше, чем сербской. Сербы устроили засаду и разбили их, головы болгарских военачальников были отправлены в Константинополь. Разгневанный Симеон, пойдя на хитрость, объявил, что заключит мир с Византией, но тем временем собрал и отправил в Сербию огромную армию под командованием Книна, Имника и Ицвоклия с новым претендентом на сербский престол Чаславом Клонимировичем. Захарий, узнав о готовящемся очередном вторжении, бежал в Хорватию. Однако в это время болгары приняли решение захватить Сербию окончательно. Сербские дворяне были доставлены к Чаславу, который взял их под стражу и отправил в Велики-Преслав. Болгары разграбили Сербию и депортировали её население в Болгарию, незначительная часть бежала в Хорватию и Византию. Сербию вошла в состав Болгарского царства, где находилась до 931 года, когда Часлав бежал из Велики-Преслава и поднял окончившееся успехом восстание против нового царя Петра I.

## Походы Самуила

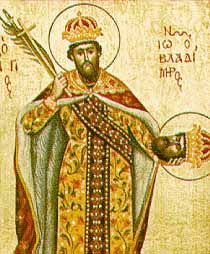
Князь Иван Владимир.

После разгрома в битве на реке Сперхей 996 года у царя Болгарии Самуила созрели планы захвата Сербского и Хорватского княжеств, расположенных на северо-западе Балканского полуострова, где влияние Византии было чрезмерно сильным. В 998 году он вторгся в княжество Дукля, которым правил Иван Владимир. Так как сербы были слабы и поэтому не могли сопротивляться болгарам, Иван Владимир с жителями своего княжества бежал в гору Облица. После захвата княжества часть армии осталась патрулировать территорию, Самуил же с остальными войсками подступил к крепости Улцинь и осадил её. Чтобы не допустить лишнего кровопролития, болгары предложили Ивану Владимиру немедля сдаться; сначала он отказался, но узнав, что дворяне собираются перейти на сторону противника, капитулировал. Иван Владимир был сослан в резиденцию Самуила в Преспе. Через некоторое время болгары захватили Котор и двинулись к Дубровнику и Далмации.
В период нахождения Владимира в плену одна из дочерей Самуила — Феодора Косара — влюбилась в молодого сербского князя, Самуил, в свою очередь, одобрил их брак. В связи с этим Иван Владимир, назначенный болгарским чиновником, возвратился из ссылки и находился под надзором Драгомира, доверенного лица царя Болгарии. Однако в 1016 году он был убит царём Болгарии Иваном Владиславом, считавшим, что Владимир — претендент на болгарский трон.

## Походы XIII века

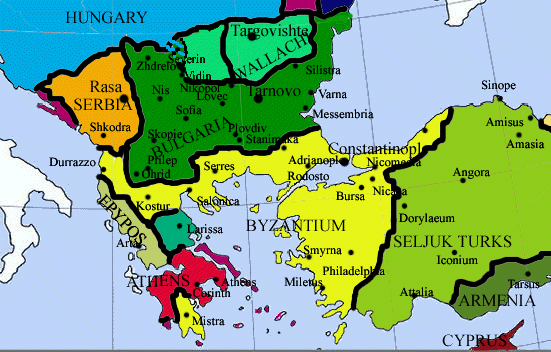
Юго-восточная Европа около 1261 года. Территория Болгарского царства выделена тёмно-зелёным, Сербского — оранжевым.

Первые сражения между возродившимся Болгарским царством и Сербией, в которых приняли участие венгры-вассалы, произошли в 1202 году. Главную выгоду из походов царя Калояна извлёк взявший Белград, Браничево и Ниш король Венгрии Имре. жупаном последнего города был назначен серб Валкан. Однако на следующий год болгары захватили Ниш (который, по мнению Файна, находился под властью сербов с 1190-х годов) и разбили венгров у реки Морава
В 1289 году венгры убедили своего вассала Стефана Драгутина в необходимости вторжения в уже опустошённую ими провинцию Браничево, которой в то время правили болгарские дворяне Дарман и Куделин. В 1290 году в провинцию вторгся Драгутин, который вскоре был разгромлен Дарманом и Куделином, началось преследование противника. Драгутин призвал к помощи брата Стефана Милутина. В следующем году они разбили отступавших болгар на пути в Видин. Деспот Видина оказал сербам сопротивление, но, несмотря на это, он понёс поражение, и Видин был взят. Болгария навсегда потеряла Белград и провинцию Браничево.

## Поход 1330 года

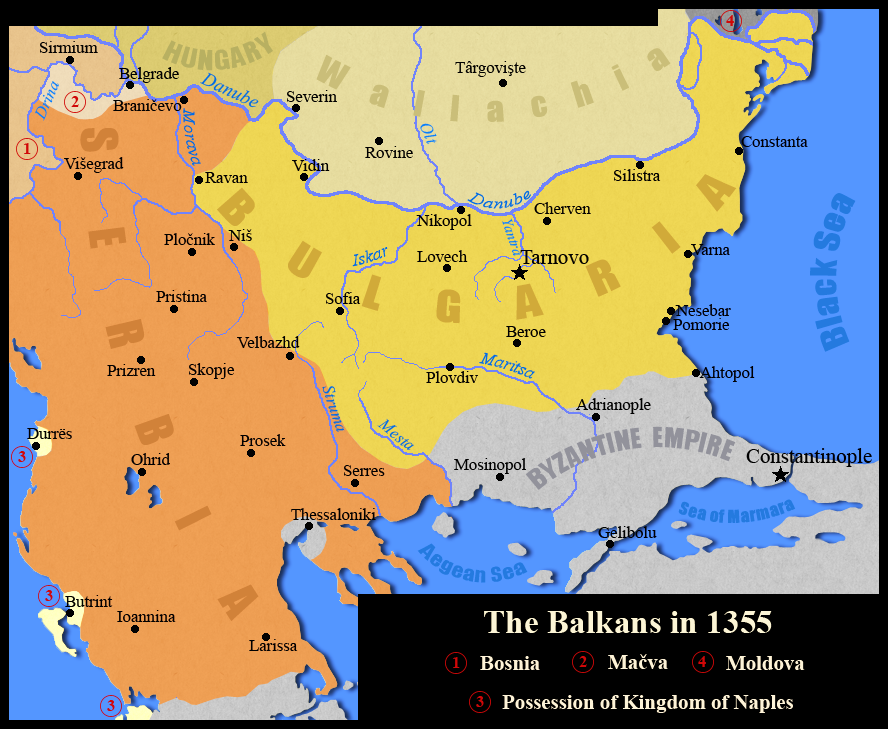
Наибольшее увеличение территории Сербии в 1355 году.

После 1291 года между обоими государствами установились дружественные отношения. В 1296 году замуж за будущего короля Стефана Уроша III Дечанского вышла дочь царя Болгарии Смилеца Феодора. За царя Болгарии Михаила III Шишмана вышла замуж сестра Дечанского Анна Неда. Однако с началом усиления Сербского королевства в конце XII — начале XIV веков между царём Болгарии и византийским императором обострились отношения; в то время как оба государства решали свои внешние и внутренние проблемы, территория Сербии была значительно расширена путём захвата северной Македонии.
13 мая 1327 года Михаил III Шишман подписал с Андроником III Палеологом антисербское соглашение, в ходе которого было принято решение о начале похода обоих государств в Сербию. Между царём Болгарии и византийским императором имелось несколько разногласий, которые к 1328 году были полностью урегулированы и в октябре того же года союз был возобновлён. Поход начался в июле 1330 года вторжением византийской армии в Сербию с юга, но после захвата нескольких крепостей, по указу Андроника III, поход прекратили. Тем временем с востока в Сербию вторглись болгарские войска численностью 15 000 человек. 24 июля болгары и сербы (численность которых варьировалась от 15 000 до 18 000) встретились у города Велбужд (ныне — Кюстендил). Несмотря на заключение однодневного перемирия, сербы его нарушили и атаковали болгар, которые, распределившись, искали еду. Застигнутые врасплох и превзойдённые в численности сербами болгары, попытавшись оказать сопротивление, были разбиты и, будучи ранеными, сдались в плен Михаилу III Шишману, но через 4 дня погибли.
Несмотря на одержанную победу, сербы не продолжили поход, так как Стефан Дечанский не желал сталкиваться с остатками болгарских войск, находящихся под командованием брата царя деспота Видина Белаура и деспота Ловеча Иоанна-Александра. К тому же южная часть Болгарии находилась под давлением византийских войск. После коротких переговоров близ замка Извор Белаур заключил с Дечанским мирный договор, согласно которому власть в Болгарии передавалась сыну Михаила III Шишмана и Анна-Неды Ивану Стефану. Болгария, не потерявшая территорий, не смогла остановить экспансию Сербии в Македонии. Файн писал, что, несмотря на подтверждение этого факта различными источниками, большинство английских школьников считает, что к Сербии был присоединён Ниш и прилегающая к нему область.

## Последствия
После разгрома болгар в битве при Велбужде Сербия превратилась в сильнейшее государство Балканского полуострова и продолжала занимать этот статус ещё 20 лет. Её новый король Стефан Урош IV Душан, пришедший к власти в результате убийства своего отца в 1331 году, захватил Македонию, Эпир и Фессалию и в 1346 году при содействии болгар получил титул император. После его смерти в 1355 году держава распалась на несколько независимых государств; то же самое произошло и с Болгарией в период правления Иоанна-Александра в 1371 году. В XV веке оба государства были захвачены турками-османами.